# Asarum ichangense
Asarum ichangense C.Y.Chen & C.S.Yang – gatunek rośliny z rodziny kokornakowatych (Aristolochiaceae Juss.). Występuje naturalnie w Chinach – w prowincjach Anhui, Fujian, Guangdong, Hubei, Hunan, Jiangxi i Zhejiang oraz w regionie autonomicznym Kuangsi. 

## Morfologia
PokrójBylina z pionowymi kłączami o średnicy 2–3 mm.
LiściePojedyncze, mają kształt od sercowatego do niemal oszczepowatego. Mierzą 3–6 cm długości oraz 3,5–7,5 cm szerokości. Mają ciemnozieloną barwę z białymi plamkami, od spodu są owłosione. Blaszka liściowa jest o sercowatej nasadzie i tępym lub ostrym wierzchołku. Ogonek liściowy jest nagi i dorasta do 3–15 cm długości.
KwiatySą promieniste, obupłciowe, pojedyncze. Okwiat ma dzwonkowato dzbankowaty kształt ze zwężonym wierzchołkiem i barwę od zielonkawej do purpurowej, dorasta do 1–1,5 cm długości oraz 1–1,5 cm szerokości. Listki okwiatu mają trójkątnie owalny kształt. Zalążnia jest górna z wolnymi słupkami.

## Biologia i ekologia
Rośnie w wilgotnych lasach oraz na brzegach rzek. Występuje na wysokości od 300 do 1400 m n.p.m. Kwitnie od kwietnia do maja.